# Peziza moravecii
Peziza moravecii är en svampart som först beskrevs av Svrcek, och fick sitt nu gällande namn av Svrcek 1978. Peziza moravecii ingår i släktet Peziza och familjen Pezizaceae.   Inga underarter finns listade i Catalogue of Life.